# Alexandru Orășanu
Alexandru Orășanu, romunski general, * 1890, † 1950.